# NGC 4561
NGC 4561 = IC 3569 ist eine Balken-Spiralgalaxie vom Hubble-Typ SBcd im Sternbild Haar der Berenike am Nordsternhimmel. Sie ist schätzungsweise 61 Millionen Lichtjahre von der Milchstraße entfernt und hat einen Durchmesser von etwa 25.000 Lichtjahren.

Im selben Himmelsareal befindet sich u. a. die Galaxie IC 3605.
Das Objekt wurde am 27. April 1785 von dem Astronomen William Herschel mithilfe seines 18,7-Zoll-Spiegelteleskops entdeckt. Sehr wahrscheinlich bezieht sich auch der Eintrag IC 3569 im Index-Katalog auf diese Galaxie.